# 1972-1973シーズンのNBA
1972-1973シーズンのNBAは、NBAの27回目のシーズンである。

## シーズン前

### ドラフト
ドラフトではラルー・マーティンが、ポートランド・トレイルブレイザーズから全体1位指名を受けた。またボブ・マカドゥー、ポール・ウェストファルらが指名を受けている。後に"Dr. J"として名を馳せるジュリアス・アービングはミルウォーキー・バックスから全体12位指名を受けたが、ABAのバージニア・スクワイアーズに入団した。

### その他
- シンシナティ・ロイヤルズはシンシナティからネブラスカ州オマハおよびミズーリ州カンザスシティに本拠地を移し、カンザスシティ=オマハ・キングス（後のサクラメント・キングス）と改称した。

## シーズン

### オールスター
- 開催日：1月23日
- 開催地：シカゴ
- オールスターゲーム　イースト 104－84 ウエスト
- MVP：デイブ・コーウェンス　（ボストン・セルティックス）

### イースタン・カンファレンス
| チーム                   | 勝 | 負 | 勝率 | ゲーム差 |
| ------------------------ | -- | -- | ---- | -------- |
| ボストン・セルティックス | 68 | 14 | .829 | -        |
| ニューヨーク・ニックス   | 57 | 25 | .695 | 11       |
| バッファロー・ブレーブス | 21 | 61 | .256 | 47       |
| フィラデルフィア・76ers  | 9  | 73 | .110 | 59       |

| チーム                         | 勝 | 負 | 勝率 | ゲーム差 |
| ------------------------------ | -- | -- | ---- | -------- |
| ボルチモア・ブレッツ           | 52 | 30 | .634 | -        |
| アトランタ・ホークス           | 46 | 36 | .561 | 6        |
| ヒューストン・ロケッツ         | 33 | 49 | .402 | 19       |
| クリーブランド・キャバリアーズ | 32 | 50 | .390 | 20       |

### ウエスタン・カンファレンス
| チーム                          | 勝 | 負 | 勝率 | ゲーム差 |
| ------------------------------- | -- | -- | ---- | -------- |
| ミルウォーキー・バックス        | 60 | 22 | .732 | -        |
| シカゴ・ブルズ                  | 51 | 31 | .622 | 9        |
| デトロイト・ピストンズ          | 40 | 42 | .488 | 20       |
| カンザスシティ=オマハ・キングス | 36 | 46 | .439 | 24       |

| チーム                             | 勝 | 負 | 勝率 | ゲーム差 |
| ---------------------------------- | -- | -- | ---- | -------- |
| ロサンゼルス・レイカーズ           | 60 | 22 | .732 | -        |
| ゴールデンステート・ウォリアーズ   | 47 | 35 | .573 | 13       |
| フェニックス・サンズ               | 38 | 44 | .463 | 22       |
| シアトル・スーパーソニックス       | 26 | 56 | .317 | 34       |
| ポートランド・トレイルブレイザーズ | 21 | 61 | .256 | 39       |

### スタッツリーダー
| 部門       | 選手                   | チーム                           | AVG  |
| ---------- | ---------------------- | -------------------------------- | ---- |
| 得点       | ネイト・アーチボルド   | カンザスシティ=オマハ・キングス  | 34.0 |
| リバウンド | ウィルト・チェンバレン | ロサンゼルス・レイカーズ         | 18.6 |
| アシスト   | ネイト・アーチボルド   | カンザスシティ=オマハ・キングス  | 11.4 |
| FG%        | ウィルト・チェンバレン | ロサンゼルス・レイカーズ         | .727 |
| FT%        | リック・バリー         | ゴールデンステート・ウォリアーズ | .902 |

### 各賞
- 最優秀選手: デイブ・コーウェンス, ボストン・セルティックス
- ルーキー・オブ・ザ・イヤー, ボブ・マカドゥー, バッファロー・ブレーブス
- 最優秀コーチ賞: トム・ヘインソーン, ボストン・セルティックス

- All-NBA First Team:
  - カリーム・アブドゥル＝ジャバー, ミルウォーキー・バックス
  - スペンサー・ヘイウッド, シアトル・スーパーソニックス
  - ジョン・ハブリチェック, ボストン・セルティックス
  - ネイト・アーチボルト, シアトル・スーパーソニックス
  - ジェリー・ウェスト, ロサンゼルス・レイカーズ

- All-NBA Rookie Team:
  - ドワイト・デービス, クリーブランド・キャバリアーズ
  - ボブ・マカドゥー, バッファロー・ブレーブス
  - フレッド・ボイド, フィラデルフィア・76ers
  - ジム・プライス, ロサンゼルス・レイカーズ
  - ロイド・ニール, ポートランド・トレイルブレイザーズ

- NBA All-Defensive First Team:
  - デイブ・ディバッシャー, ニューヨーク・ニックス
  - ジョン・ハブリチェック, ボストン・セルティックス
  - ウィルト・チェンバレン, ロサンゼルス・レイカーズ
  - ジェリー・ウェスト, ロサンゼルス・レイカーズ
  - ウォルト・フレイジャー, ニューヨーク・ニックス

### シーズン概要
- ボストン・セルティックスが完全復興を果たし、当時のチーム最多タイ、リーグ史上2位タイとなる68勝を記録。セルティックスにとってはビル・ラッセル以来のエースセンターであるデイブ・コーウェンスは20.5得点16.2リバウンドを記録し、MVPに選ばれ、八連覇時代の選手だったトム・ヘインソーンは最優秀コーチ賞を獲得した。セルティックスはフェニックス・サンズからベテランフォワードのポール・サイラスを獲得しており、コーウェンス、サイラス、ジョン・ハブリチェック、ジョジョ・ホワイトらが揃い、再び優勝を狙えるメンバーが揃った。
- すっかりスコアラーの面影を失ったウィルト・チェンバレンは得点アベレージが13.2得点まで下がったが、シュート回数が減った分、シュート成功率は上昇し、このシーズンにはFG成功率72.7%という非常識な数字を残した。
- カンザスシティ＝オマハ・キングスのネイト・アーチボルトはリーグ史上初の得点王、アシスト王を達成。
- 1954年にショットクロックが導入されて以来、急上昇したリーグ全体の得点は1961-62シーズンを頂点に、その後は平均115得点前後を推移し、このシーズンには1958-59シーズン以来の平均110得点割れとなる107.6得点となった。ボストン・セルティックスやニューヨーク・ニックスなど、ディフェンス力の高いチームが成功を収めてきたため、各チームともディフェンスに力を注ぐようになり、以後リーグの平均得点は緩やかな下降線を描く。このディフェンス偏重傾向も、NBAの人気低迷の一因となった。

### セントラルの奮起
2カンファレンス4デビジョン制となって以来、リーグ最弱地区と化していたセントラル・デビジョンは、ボルチモア・ブレッツ、アトランタ・ホークスが躍進を見せた。
- 1970-71シーズンにはファイナルに進出したこともあるボルチモア・ブレッツは、当時の主力選手だったウェス・アンセルドは故障を抱え成績を落とし、アール・モンローは前季にチームを去っていた。成績が落ち込んだブレッツは、前季にはガードのアーチー・クラーク、このシーズンにはエルヴィン・ヘイズを獲得。チームの再興のため積極的な補強を行ったことが功を奏し、ブレッツはクラークと1971年に指名したフィル・シェニエが強力なバックコートを形成し、ヘイズとアンセルドがインサイドに陣取るという隙の無いチームとなった。
- アトランタ・ホークスは"ピストル"の異名を持つピート・マラビッチを始め、ウォルト・ベラミー、ルー・ハドソンといった豪華な陣容を誇ったが、このメンバーで勝率が5割を上回ったのはこのシーズンのみだった。

### 73敗と格差社会
前季、ロサンゼルス・レイカーズは当時のリーグ記録である69勝、そしてアメリカプロスポーツ史上の金字塔となる33連勝を打ち立てたが、このシーズンもフィラデルフィア・76ersによって2012年にシャーロット・ボブキャッツに更新されるまで破られることのない不滅の記録が達成される。このシーズンの76ersは9試合しか勝てず、73試合も負けたのである。1968年にウィルト・チェンバレンがフィラデルフィアを去って以来、76ersはビリー・カニンガムやハル・グリア、アーチー・クラークらが支えていたが、彼らも次第にチームを離れていき、このシーズンまで残っていたのは36歳となったハル・グリアだけだった。選手の離散により次第にチームは衰えていき、ついにリーグ史上最低記録となる9勝73敗、勝率1割台前半にまで落ち込んだのである。76ersはシーズン開幕から15連敗、シーズン後半には泥沼の17連敗、シーズン中に4回の10連敗以上を記録した。
このシーズンは9勝しかあげられなかった悲惨なチームがある一方で、60勝以上を達成するチームは3チームもあり、チーム間の格差が浮き彫りとなったシーズンだった。

## プレーオフ・ファイナル
プレーオフ出場権の獲得方式が変更される。これまでは「デビジョン上位2チーム」がプレーオフ出場権を獲得できたが、前季にはセントラル・デビジョンから勝率5割を下回る2チームがプレーオフに出場した。これでは激戦区とそうでない区との間で不公平が生じるため、デビジョン優勝チームは自動的に出場権を獲得、残りの席をカンファレンスの勝率上位順に与えられるようになった。
|  | カンファレンス準決勝 | カンファレンス準決勝 | カンファレンス準決勝 |              |   | カンファレンス決勝 | カンファレンス決勝 | カンファレンス決勝 |  |  | ファイナル | ファイナル | ファイナル |
|  |                      |                      |                      |              |   |                    |                    |                    |  |  |            |            |            |
|  | 1                    | バックス             | 2                    |              |   |                    |                    |                    |  |  |            |            |            |
|  | 4                    | ウォリアーズ         | 4                    |              |   |                    |                    |                    |  |  |            |            |            |
|  | 4                    | ウォリアーズ         | 4                    |              | 4 | ウォリアーズ       | 1                  |                    |  |  |            |            |            |
|  | Western Conference   |                      |                      |              | 4 | ウォリアーズ       | 1                  |                    |  |  |            |            |            |
|  |                      |                      | 2                    | レイカーズ   | 4 |                    |                    |                    |  |  |            |            |            |
|  | 3                    | ブルズ               | 2                    | レイカーズ   | 4 | 3                  |                    |                    |  |  |            |            |            |
|  | 3                    | ブルズ               |                      |              |   | 3                  |                    |                    |  |  |            |            |            |
|  | 2                    | レイカーズ           | 4                    |              |   |                    |                    |                    |  |  |            |            |            |
|  |                      |                      |                      |              |   |                    |                    |                    |  |  | 2          | レイカーズ | 1          |
|  |                      |                      | 2                    | ニックス     | 4 |                    |                    |                    |  |  |            |            |            |
|  | 1                    | セルティックス       | 4                    |              |   |                    |                    |                    |  |  |            |            |            |
|  | 4                    | ホークス             | 2                    |              |   |                    |                    |                    |  |  |            |            |            |
|  | 4                    | ホークス             | 2                    |              | 1 | セルティックス     | 3                  |                    |  |  |            |            |            |
|  | Eastern Conference   |                      |                      |              | 1 | セルティックス     | 3                  |                    |  |  |            |            |            |
|  |                      |                      | 2                    | ニューヨーク | 4 |                    |                    |                    |  |  |            |            |            |
|  | 3                    | ブレッツ             | 2                    | ニューヨーク | 4 | 1                  |                    |                    |  |  |            |            |            |
|  | 3                    | ブレッツ             |                      |              |   | 1                  |                    |                    |  |  |            |            |            |
|  | 2                    | ニックス             | 4                    |              |   |                    |                    |                    |  |  |            |            |            |

- ファイナルMVP：ウィリス・リード

ファイナルはニューヨーク・ニックス対ロサンゼルス・レイカーズが2年連続3度目の対戦。ボストン・セルティックスはニックスを抑えて2年連続デビジョン優勝を果たしたながら、プレーオフでは2年連続カンファレンス決勝にてニックスの前に敗れている。ウィルト・チェンバレンが36歳、ジェリー・ウェストは34歳となっていたレイカーズは、オスカー・ロバートソンが衰えを見せ始めたミルウォーキー・バックスを2年連続カンファレンス決勝で破ってファイナルに進出した。
ニックスが第7戦にもつれた末にセルティックスを破ったのは4月29日。ファイナル第1戦は5月1日で、ニックスは東海岸にあるボストンから西海岸にあるロサンゼルスへ移動し、翌日には試合に出るという強行軍を強いられた。カンファレンス決勝を第5戦で片付け休養たっぷりのレイカーズの前に、疲労困憊状態のニックスはファイナル第1戦を落としてしまう。しかし以降の試合は当時リーグ最高峰のディフェンス力を誇ったニックスが、レイカーズの得点を95点以下に抑え、4連勝を飾って3年ぶり2度目の優勝を飾った。ウィリス・リードは2度目のファイナルMVPを受賞。
この優勝がニューヨーク・ニックス最後の優勝であり、またロサンゼルス・レイカーズにとっては1970年代最後のファイナル進出である。以後、ファイナルでこの東西名門チームが対決したことはない。

## ラストシーズン
- ハル・グリア　（1958-73）　シラキュース・ナショナルズ時代からのフィラデルフィア・76ers一筋で15年間プレイした。
- ウィルト・チェンバレン　（1959-73）　1試合100得点、55リバウンド、シーズン平均50.4得点、27.2リバウンドなど今後も破られることの無いであろう数々の記録を打ちたて、4度のMVP、2度の優勝と共に引退。ラストシーズンもリバウンド王、FG%リーグ1位に輝くなどリーグトップクラスの実力を保持したままでの引退となった。前季のエルジン・ベイラーの引退に続き、NBAとロサンゼルス・レイカーズはまた一人偉大な選手を失った。翌1973-74シーズンにはライバルリーグABAのサンディエゴ・コンキスタドアーズとプレイヤー兼コーチとして当時としては破格の60万ドルで契約したが、古巣レイカーズの妨害工作に遭い、NBAの巨人がABAのコートに立つことはなかった。
- ジョニー・グリーン　（1959-73）
- テリー・ディッシンガー　（1962-73）
- ケヴィン・ローリー　（1962-73） 引退後はコーチ職に転向。
- ガス・ジョンソン　（1963-73） シーズン前にNBA入りから9年間所属してきたボルチモア・ブレッツからフェニックス・サンズに移籍。さらにシーズン中にはABAのインディアナ・ペイサーズに移籍。NBAでは優勝の夢は叶わなかったが、ABAではペイサーズで優勝を経験して引退した。